# Teresa Filósofa
Teresa Filósofa (em francês: Thérèse Philosophe) é um romance francês de 1748 atribuído a Jean-Baptiste de Boyer, Marquês d'Argens, ou, de acordo com uma opinião minoritária, Denis Diderot e outros. Foi considerado principalmente um romance pornográfico, o que explica suas vendas massivas na França do século XVIII. O romance representa uma transmissão pública (e possivelmente uma perversão) de algumas ideias dos Filósofos.

## Enredo

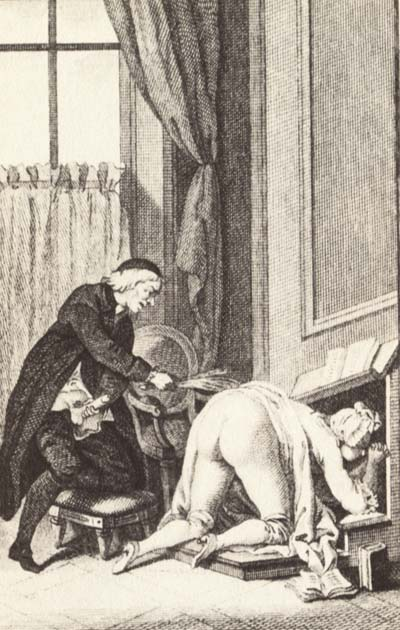
Ilustração para Thérèse philosophe, Padre Dirrag abusando de Eradice.

A narrativa começa com Teresa, sexualmente precoce apesar de si mesma, de sólida linhagem burguesa, sendo colocada por sua mãe em um convento quando tinha 11 anos. Lá, ela acaba ficando doente porque seu princípio de prazer não tem permissão para se expressar, colocando seu corpo em desordem e levando-a para perto da sepultura até que sua mãe finalmente a arranca do convento aos 23 anos.
Ela então se torna uma aluna do Padre Dirrag, um jesuíta que secretamente ensina materialismo. Teresa espiona Dirrag aconselhando sua colega, Mlle. Eradice, e se aproveitando de sua ambição espiritual para seduzi-la. Por meio de flagelação e penetração, Dirrag dá a Mlle. Eradice o que ela pensa ser êxtase espiritual, mas na verdade é sexual. "Padre Dirrag" e "Mlle. Eradice" são nomeados em homenagem a anagramas de Jean-Baptiste Girard e Catherine Cadière, que estavam envolvidos em um julgamento altamente divulgado pelo relacionamento ilícito entre padre e estudante em 1730.
Depois disso, ela passa um tempo com a Mme. C e o Abade T., e os espiona em diversas ocasiões, enquanto eles discutem filosofia política e religiosa libertina pouco antes de se envolverem, e às vezes durante, vários atos sexuais. (O abade T. é claramente o mesmo personagem que aparece em outro romance homônimo, de amadurecimento e libertino, publicado no mesmo ano ou possivelmente um ano antes: Louros Eclesiásticos, ou Campanhas do Abade T. com o Triunfo das Freiras, atribuído a Jacques Rochette La Morlière; este último romance é um dos vários títulos listados no final de Teresa Filósofa como pertencentes à biblioteca do conde, biblioteca que ele empresta a Teresa como parte de uma aposta.)
A educação sexual de Teresa continua com seu relacionamento com Mme. Bois-Laurier, uma prostituta experiente, que também é virgem, para surpresa, deleite e também decepção de seus clientes. Muitos homens tentarão romper sua virgindade, sem sucesso. Esta seção do romance constitui uma variação indiscutivelmente hilária dos diálogos putanescos que eram comuns nos primeiros romances pornográficos.
Finalmente, Teresa conhece o Conde sem nome que a quer como amante. Ela se recusa a ter relações sexuais com ele, por medo de morrer no parto (nada irracional na época) e também porque acha a masturbação suficientemente prazerosa por si só. Ele faz uma aposta com ela. Se ela conseguir durar duas semanas em uma sala cheia de livros e pinturas eróticas sem se masturbar, ele não exigirá relações sexuais com ela. Teresa perde e se torna a amante permanente do Conde.

## Conceitos filosóficos e sociais
Apesar de toda a sua devassidão impressa, a obra tem algum mérito filosófico em seus conceitos subjacentes. Entre as seções mais graficamente adultas do romance, questões filosóficas seriam discutidas entre os personagens, incluindo materialismo, hedonismo e ateísmo. Todos os fenômenos são matéria em movimento, e a religião é uma fraude, embora útil para manter as classes trabalhadoras na linha.
O livro não apenas chama a atenção para a repressão sexual das mulheres na época do Iluminismo, mas também para a exploração da autoridade religiosa por meio de atos obscenos.

## Influência e adaptações
- Dostoiévski referiu-se repetidamente ao romance em suas notas de trabalho para O Idiota e Os Possuídos.[7]
- Thérése Philosophe foi vagamente adaptada como o segundo segmento do filme antológico francês Contes immoraux (1973), de Walerian Borowczyk. Teresa foi interpretada por Charlotte Alexandra.[8]